# أوناغادوري
أوناغادوري(بالإنجليزية: Onagadori) نوع من أنواع الدجاج موطنة الاصلي في اليابان يتميز بطول ذيله إذ يصل إلى أكثر من 8 أمتار.
وهو من سلالة المنسوبة الى زيزو 